# サルバルサン

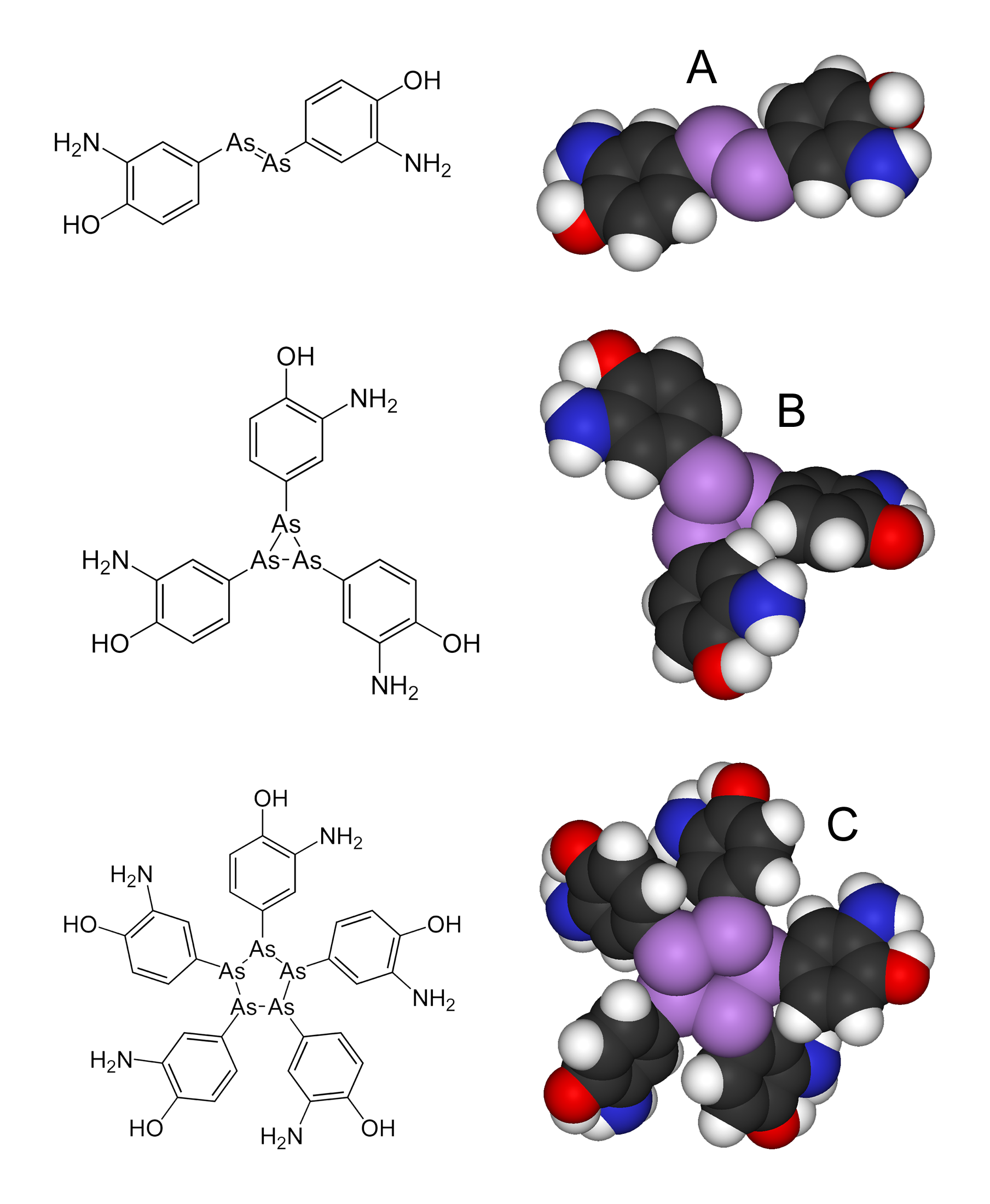
サルバルサンの構造式

サルバルサン (Salvarsan) は歴史的な梅毒治療薬のひとつ。名称は救世主を意味する "Salvator" と、ヒ素を意味する "arsenic" から取られており、ドイツのIG・ファルベン社の登録商標である。
ドイツのパウル・エールリヒと日本の秦佐八郎が合成した有機ヒ素化合物で、スピロヘータ感染症の特効薬。606回目の実験で初めて有効なものができたので、サルバルサン606号とも呼ばれる。毒性を持つヒ素を含む化合物であり、改良した「ネオ・サルバルサン」でも副作用があるため、1943年のペニシリン利用開始以降は医療用としては使用されない。

## 発見の経緯
1910年、エールリヒと秦は共同で、同薬をアニリン系色素から合成し、動物実験により梅毒の病原菌である梅毒トレポネーマ (Treponema pallidum) に有効であることを証明した。これは合成物質による世界最初の化学療法剤で、後に鼠咬症・ワイル病・イチゴ腫に対しても有効であることが確認された。

1910年4月19日、エールリヒと秦は606号（サルバルサン）をヴィースバーデンの第27回内科学会で発表した。
1915年6月、三共が試製に成功した。

## 構造
従来はヒ素-ヒ素の二重結合を含む図Aのような二量体構造であると考えられていたが、ヒ素は二重結合を作りにくいことが知られており、この構造式には疑問が持たれていた。2005年に図Bや図Cのようなヒ素三員環や五員環を含む多量体構造が正しいとの説が発表された。生体内では酸化されて分解し、単量体として作用することが知られている。

## 性質・製法
淡黄色の粉末状固体で、組成式は C6H6AsNO、式量は183.04である。
フェノールを出発物質として3-アミノ-4-ヒドロキシフェニルヒ素とし、これを還元することで合成される。